# 俞建勇
俞建勇（1964年—），籍贯宁波象山县，生于上海，中国纺织学家，东华大学教授、博导、校长，从事纺织材料领域的教学与科研，2013年当选中国工程院院士。
他是中国纺织大学纺织材料专业本科、硕士和博士毕业生。

## 荣誉
获2项国家技术发明二等奖，2项国家科技进步二等奖，13项省部级科技成果奖；发表132篇SCI论文，41篇EI论文；获得74项授权发明专利，2011年获中国纺织工程学会首届中国纺织学术大奖。